# Gaultheria
- Commons
- Wikispecies

Gaultheria L. é um género botânico pertencente à família Ericaceae.

## Espécies
- Gaultheria hispidula (L.) Muhl. ex Bigelow
- Gaultheria humifusa (Graham) Rydb.
- Gaultheria miqueliana Takeda
- Gaultheria ovatifolia A. Gray
- Gaultheria procumbens L.
- Gaultheria shallon Pursh
- Lista completa

## Classificação do gênero
| Sistema | Classificação                     | Referência               |
| ------- | --------------------------------- | ------------------------ |
| Linné   | Classe Decandria, ordem Monogynia | Species plantarum (1753) |